# Ewald Georg von Kleist
Ewald Georg von Kleist o Ewald Jürgen von Kleist (10 de juny del 1700 – 11 de desembre del 1748) fou un clergue luterà, jurista i físic alemany. Va ser membre de l'Acadèmia Prussiana de les Ciències (Königlich-Preußische Akademie der Wissenschaften) de Berlín.

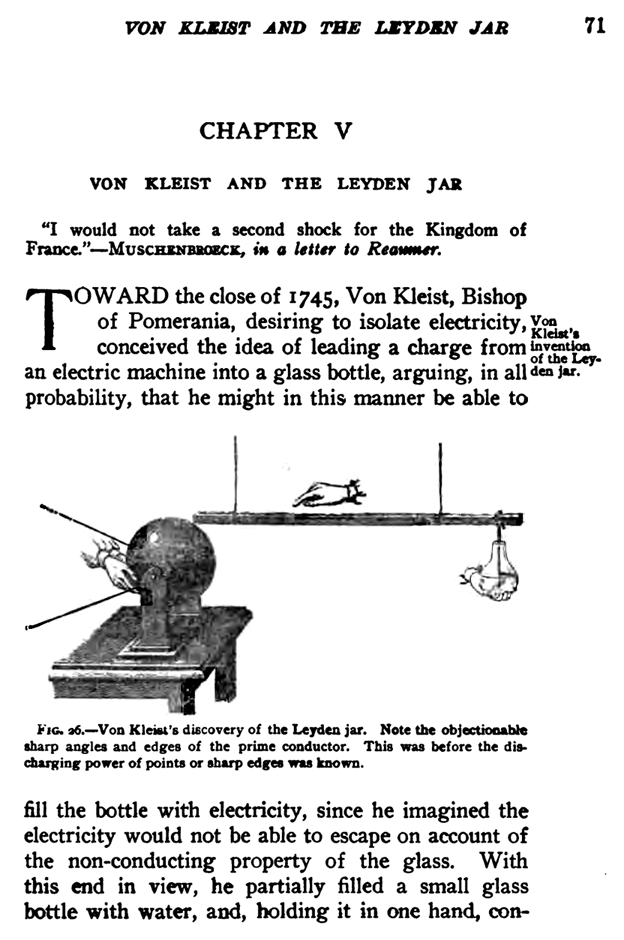
Descripció i dibuixos de l'ampolla de Leiden de von Kleist, del llibre Electricity in Every-day Life d'Edwin J. Houston (1905)

Membre de la família noble dels von Kleist, Ewald va néixer a l'actual Wicewo (llavors la Vietzow) a la llavors Pomerània Central (Hinterpommern) de Prússia. Va estudiar jurisprudència (Ciència del dret) a les universitats de Leipzig i Leiden. El seu interès sobre l'electricitat no arribaria fins més tard. Entre 1722 i 1745 va ser degà de la catedral de Kamień Pomorski, la Kammin del Regne de Prússia. Després va ser president de la reial cort de justícia de Köslin, l'actual ciutat polonesa de Koszalin.
El 1745 va inventar l'ampolla de Kleist, un giny capaç d'emmagatzemar electricitat estàtica en grans quantitats, un condensador primitiu. Aquest invent és conegut avui dia ampolla de Leiden perquè l'holandès Pieter van Musschenbroek de Leiden també va fer el mateix descobriment de manera independent un any més tard.